# Oligactis sessiliflora
Oligactis sessiliflora là một loài thực vật có hoa trong họ Cúc. Loài này được (Kunth) H.Rob. & Brettell mô tả khoa học đầu tiên năm 1974.